# Battaglia di Cocherel
La battaglia di Cocherel ebbe luogo il 16 maggio 1364 nei pressi dell'attuale comune francese di Houlbec-Cocherel, nell'Alta Normandia, e vide fronteggiarsi le truppe del regno di Francia, comandate da Bertrand du Guesclin, e quelle della coalizione anglo-navarrina, comandate dal captal de Buch, Giovanni III di Grailly. Entrambe le parti si avvalsero di truppe appartenenti a compagnie di ventura: da parte francese, quelle al comando di Arnaud de Cervole; da parte inglese, quelle al comando di Arnaud-Amanieu VIII d'Albret.

## Il contesto
Il nuovo re di Francia, Carlo V, aveva ereditato una situazione catastrofica. 
Il padre Giovanni il Buono, fatto prigioniero nella battaglia di Poitiers, era stato obbligato a pagare un forte riscatto e a sottoscrivere il trattato di Brétigny.
Le Grandi Compagnie, composte prevalentemente da inglesi a guasconi, lasciate a sé stesse, si erano espanse in tutta la parte del paese tra la Senna e la Loira, commettendovi eccessi intollerabili di ogni genere. Esse infestavano, in particolare, le strade che da Parigi conducevano a Orléans, a Chartres, a Vendôme ed a Montargis.
D'altra parte, Carlo II di Navarra, in guerra contro la Francia per la successione della Borgogna, affidata a Filippo l'Ardito, reclutava truppe tramite le Grandi Compagnie ed era giunto in Normandia con l'intento d'impedire la consacrazione a re di Francia di Carlo V, tagliandogli la via verso Reims. Egli fu però arrestato e confinato nel Castello di Rouen da Giovanni II.
Filippo di Navarra si era volto allora verso il re d'Inghilterra, che si era proclamato "Re di Francia e d'Inghilterra"
Il re di Francia doveva quindi combattere su tre fronti.

## Preliminari
A partire dai suoi possedimenti normanni, Carlo II di Navarra aveva posto il blocco a Parigi, per cui Carlo V di Francia ordinò a Bertrand du Guesclin di liberare la Senna.
Il 14 maggio 1364 a Évreux, Giovanni III di Grailly riunì tutte le formazioni navarrine per marciare contro Bertrand, che l'11 maggio aveva lasciato Rouen con le sue truppe.
Invece di tagliare la strada all'avversario, Giovanni III di Grailly giunse il 15 maggio a Cocherel, disponendo le proprie truppe su un'altura, che fece fortificare, seguendo la tattica inglese. Si trattava della collina del Bois de la Ronce, a due chilometri dal paese.
Mentre gli anglo-navarrini si munivano di fortificazioni, le truppe del Guesclin giunsero a Cocherel e si accamparono sapendo che i navarrini preferivano tenere le loro ridotte fortificate che tentare un colpo di mano.

## La battaglia

### Forze in campo
Forze anglo-navarrine
da 5000 a 6000 uomini di cui  700 lance 4200 uomini, circa 300 arcieri e circa 500 mercenari, comprendenti inglesi, normanni e guasconi, tra i quali lo stesso Captal de Buch Il grosso della forza combatteva appiedata
Forze francesi
3000 uomini circa comprendenti cavalieri borgognoni (fra i quali Jean de Vienne), bretoni, piccardi, gente dell'Île-de-France e anche guasconi dotati di lance corte, maneggevoli nel combattimento ravvicinato, mercenaires, tutti al comando di Bertrand du Guesclin. Questo uomini avevano avuto come istruzione principale quella di evitare di trovarsi a tiro degli arcieri inglesi, la cui reputazione era molto alta. Anche il grosso di questa forza combatteva appiedata.

### Ordine di battaglia
Le forze anglo-navarrine erano divise in tre corpi schierati di fronte sulla collina.
- L'ala sinistra era comandata da Jean de Soult, detto il bastardo di Mareuil, da Bertrand du Franc e da don Sanche Lopez; essa comprendeva 400 uomini in armatura di ferro.
- il centro era formato da  400 cavalieri guasconi agli ordini diretti del Captal de Buch Giovanni III di Grailly.
- L'ala destra era comandata da John Jouel[3] e comprendeva gli uomini d'arme e gli arcieri inglesi. Lo stendardo del comandante di Grailly, punto di riferimento, era posto presso un cespuglio spinoso, sorvegliato da una guardia di sessanta uomini.

Le forze francesi erano parimenti divise in tre corpi, con una riserva in retroguardia
- L'ala sinistra, comandata da Giovanni III di Chalon, conte d'Auxerre, era composta da milizie comunali provenienti da diversi comuni della Normandia, della Piccardia e di altre province francesi.
- Il centro, comandato da Bertrand Du Guesclin, era composto da bretoni, fra i quali suo cugino Oliviero di Mauny.
- L'ala destra, comandata da Baldovino di Lens, signore d'Annequin, governatore di Lilla, Gran Maestro dei balestrieri di Francia, appoggiato da Arnaud de Cervole, detto l'Arciprete, l'insegna borgognona del Vert Chevalier e quella del Gascon d'Albret.
- La retroguardia, composta principalmente da guasconi, con il compito di prendere alle spalle il nemico e portargli via le insegne. Per simulare una forza maggiore, du Guesclin fece esporre numerosi stendardi in più.

### Svolgimento della battaglia

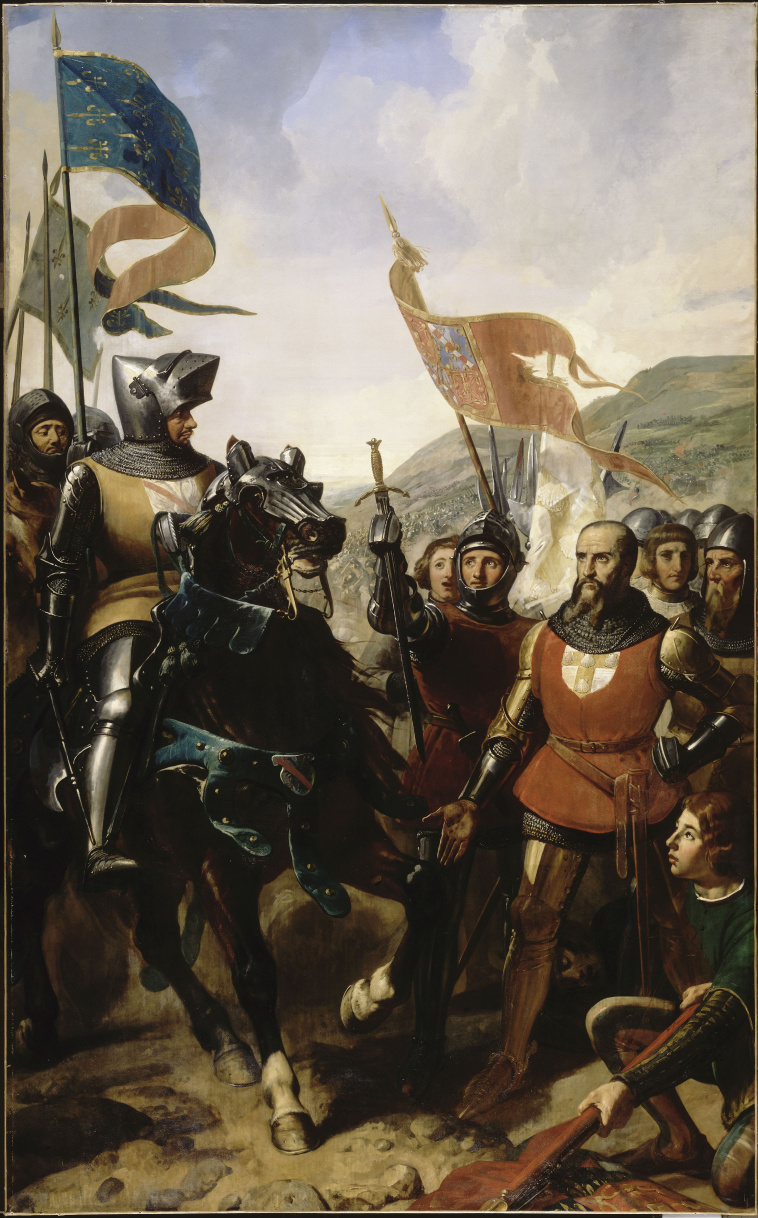
Giovanni III di Grailly si arrende a Bertrand du Guesclin.

Com'era loro abitudine, gli Inglesi mantenevano una posizione elevata e arretrata. Il mattino trascorse in negoziati tra i due campi e all'interno di ciascuno di essi (scelte tattiche, gridi di guerra, ecc...). Il captal de Buch fece credere ai francesi di attendere rinforzi, qualcosa come 1500 uomini, per convincere i francesi ad andare subito all'assalto. In effetti gli anglo-navarrini continuavano a tenere le loro posizioni e i francesi, resi edotti dalle precedenti sconfitte, sapevano che una carica da parte loro sarebbe stata loro sfavorevole.
Da parte sua Arnaud de Cervole negoziò con il nemico il suo abbandono del campo di battaglia in cambio di una ricompensa: questa diserzione, a mala pena celata, che gli varrà la collera del re Carlo V, indebolì il contingente di Baldovino di Lens, signore d'Annequin.
A mezzogiorno i due eserciti erano ancora sulle loro posizioni. I soldati pativano il caldo soffocante. Bertrand Du Guesclin, giunto verso le ore 15, decise una finta: al suono delle trombe, le truppe francesi cominciarono una ritirata verso il fiume Eure; le salmerie, i paggi, e alcuni soldati, s'affollarono sul ponte e attraversarono il fiume.
Il captal de Buch, subodorando uno stratagemma ordito dal Duguesclin, decise di mantenere la sua posizione. Ma Jean Joüel, convinto che si trattasse della ritirata del nemico, decise di mandare alla carica i suoi uomini. Quando gli inglesi discesero a piena andatura la collina ove si erano schierati, Duguesclin fece invertire la marcia ai suoi uomini. In breve tempo, le truppe di Joüel furono sommerse dai tre battaglioni francesi e i suoi temibili arcieri si trovavano troppo vicini al nemico e non poterono intervenire nel combattimento corpo a corpo.
Un gruppo di cavalieri guasconi della retroguardia, dopo aver aggirato il dispositivo anglo-navarrino, catturò il captal de Buch e il suo stendardo.
Nella confusione fu travolto Baldovino di Lens, signore d'Annequin: ferito e schiacciato dagli zoccoli del proprio cavallo, fu finito a morte da Jean de Soult. La sopravvenuta morte di Jean de Soult, la cattura di Giovanni III di Grailly, e il ferimento grave di Jean Joüel, morto qualche ora dopo per le ferite subite, privarono di un comando le truppe anglo-navarrine, che finirono con il battere in ritirata.
Anche Pierre de Sacquenville, uno dei principali cavalieri e consiglieri di Carlo il Malvagio, fu fatto prigioniero e poi decapitato a Rouen dietro ordine di Carlo V. Giovanni II di Champagne (nato il 7 gennaio 1317, capo cavaliere) fu ucciso in battaglia.

## Conseguenze politiche

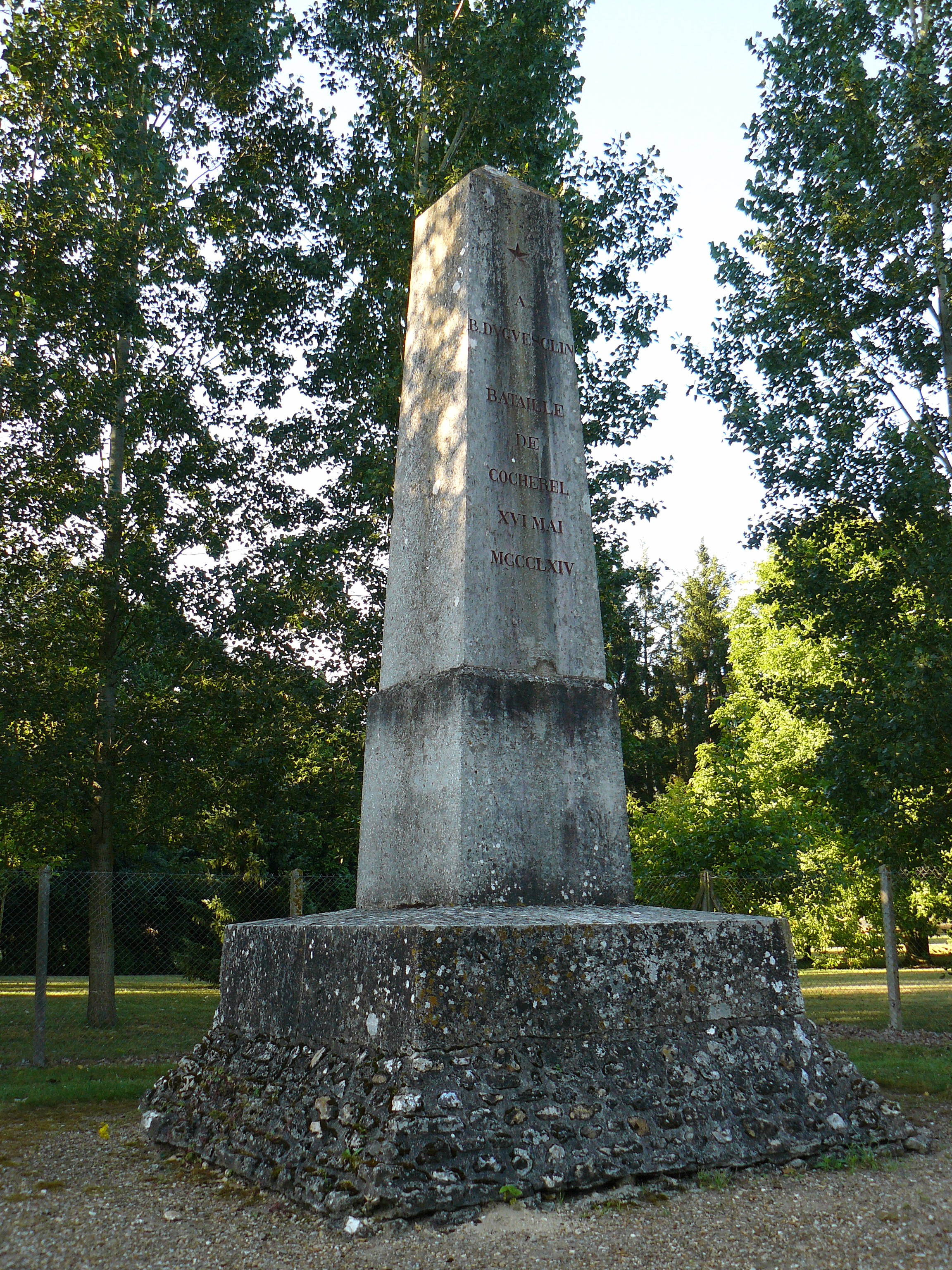
Monumento commemorativo dedicato a Bertrand du Guesclin

La vittoria consentì a Carlo V di farsi consacrare re di Francia il 19 maggio 1364 nella cattedrale di Reims, mentre le perdite di Jean Joüel e di Giovanni III di Grailly furono una catastrofe per gli anglo-navarrini.

## Memoria
A ricordo della battaglia è stato eretto un monumento commemorativo a Hardencourt-Cocherel, dedicato a Bertrand du Guesclin; essa viene ricordata anche a Vernon, nel dipartimento dell'Eure, con l'intitolazione di una via, la rue de la Bataille de Cocherel.